# Lynn Cohen
Lynn Cohen, nata Lynn Harriette Kay (Kansas City, 3 luglio 1933 – New York, 14 febbraio 2020), è stata un'attrice statunitense.

## Biografia
Figlia di Louis Kay e Bertha Cornsweet, nel 1957 sposò Gilbert L. Frazen, da cui ebbe un figlio; nel 1960 rimase vedova e nel 1964 passò a nuove nozze con Ronald T. Cohen, del quale prese il cognome. 
Come attrice televisiva, raggiunse la notorietà grazie al ruolo di Magda, la governante ucraina assunta da Miranda, nel telefilm Sex and the City. Interpretò inoltre il ruolo del giudice Elizabeth Mizener nel telefilm Law & Order.
Giunta relativamente tardi al cinema, tra i suoi primi ruoli di rilievo da ricordare quello di Lillian House, la vicina di casa di Larry e Carol Lipton (Woody Allen e Diane Keaton), che muore in circostanze oscure nella commedia thriller Misterioso omicidio a Manhattan (1993). Nel 2005 partecipò al film Munich, nel ruolo della statista israeliana Golda Meir, mentre nel 2013 interpretò il tributo Mags nel film Hunger Games - La ragazza di fuoco, diretto da Francis Lawrence e tratto dal secondo libro della saga Hunger Games di Suzanne Collins.
È morta il 14 febbraio 2020, all'età di 86 anni.

## Filmografia parziale

### Cinema
- Senza traccia (Without a Trace), regia di Stanley R. Jaffe (1983)
- Misterioso omicidio a Manhattan (Manhattan Murder Mystery), regia di Woody Allen (1993)
- Vanya sulla 42esima strada (Vanya on 42nd Street), regia di Louis Malle (1994)
- Parlando e sparlando (Walking and Talking),  regia di Nicole Holofcener (1996)
- Ho sparato a Andy Warhol (I Shot Andy Warhol), regia di Mary Harron (1996)
- Once We Were Strangers, regia di Emanuele Crialese (1997)
- Harry a pezzi (Deconstructing Harry), regia di Woody Allen (1997)
- Il prezzo della libertà (Cradle Will Rock), regia di Tim Robbins (1997)
- Munich , regia di Steven Spielberg (2005)
- Imbattibile (Invincible), regia di Ericson Core (2006)
- L'amore giovane (The Hottest State), regia di Ethan Hawke (2006)
- Delirious - Tutto è possibile (Delirious), regia di Tom DiCillo (2006)
- Quando tutto cambia (Then She Found Me), regia di Helen Hunt (2007)
- Davanti agli occhi (The Life Before Her Eyes), regia di Vadim Perelman (2007)
- Sex List - Omicidio a tre (Deception), regia di Marcel Langenegger (2008)
- Sex and the City (Sex and the City: The Movie), regia di Michael Patrick King (2008)
- Stanno tutti bene - Everybody's Fine (Everybody's Fine), regia di Kirk Jones (2009)
- Un perfetto gentiluomo (The Extra Man), regia di Shari Springer Berman e Robert Pulcini (2010)
- Sex and the City 2, regia di Michael Patrick King (2010)
- Not Waving But Drowning, regia di Devyn Waitt (2012)
- Hunger Games - La ragazza di fuoco (The Hunger Games: Catching Fire), regia di Francis Lawrence (2013)
- Una rete di bugie (A Case of You), regia di Kat Coiro (2013)
- Mr Cobbler e la bottega magica (The Cobbler), regia di Thomas McCarthy (2014)
- The Vigil - Non ti lascerà andare (The Vigil), regia di Keith Thomas (2019)
- Lingua franca, regia di Isabel Sandoval (2019)

### Televisione
- Law & Order - I due volti della giustizia (Law & Order) – serie TV, 12 episodi (1993-2006)
- NYPD - New York Police Department – serie TV, episodio 4x11 (1997)
- Sex and the City – serie TV, 13 episodi (2000-2004)
- Law & Order - Unità vittime speciali (Law & Order: Special Victims Unit) – serie TV, 2 episodi (2003-2010)
- Law & Order: Criminal Intent – serie TV, 2 episodi (2001-2005)
- Il tempo della nostra vita (Days of Our Lives) – serie TV, 1 episodio (2007)
- Nurse Jackie - Terapia d'urto (Nurse Jackie) – serie TV, 2 episodi (2009-2012)
- Damages – serie TV, 5 episodi (2009-2012)
- The Affair - Una relazione pericolosa (The Affair) – serie TV, 2 episodi (2014)
- Getting On – serie TV, episodio 2x01 (2014)
- Deadbeat – serie TV, episodio 2x04 (2015)
- Master of None – serie TV, episodio 1x08 (2015)
- Chicago Med – serie TV, episodio 1x17 (2016)
- Blue Bloods – serie TV, episodio 9x03 (2018)

## Doppiatrici italiane
Nelle versioni in italiano delle opere in cui ha recitato, Lynn Cohen è stata doppiata da:
- Graziella Polesinanti in Sex and the City (film), Sex and the City 2, Sex List - Omicidio a tre, Law & Order - I due volti della giustizia (2ª voce), Quando tutto cambia, Eagle Eye, Mr Cobbler e la bottega magica, The Affair - Una relazione pericolosa, Un perfetto gentiluomo, Stanno tutti bene - Everybody's Fine, The Vigil - Non ti lascerà andare, Blue Bloods
- Angiolina Quinterno in Misterioso omicidio a Manhattan
- Gabriella Genta in Vanya sulla 42esima strada
- Vanna Busoni in Sex and the City (episodio 4x15), Law & Order - I due volti della giustizia (1ª voce)
- Ilaria Occhini in Munich
- Cristina Piras in Sex and the City
- Caterina Rochira in Law & Order - Criminal Intent (1ª voce)
- Vittoria Lottero in Law & Order - Criminal Intent (2ª voce)